# Codex Alexandrinus
Il Codice Alessandrino, o Codex Alexandrinus (Londra, British Library, MS Royal 1. D. V-VIII; Gregory-Aland no. A o 02) è un manoscritto greco della Bibbia, datato alla prima metà del V secolo, contenente la traduzione in greco dell'Antico Testamento detta Settanta e il Nuovo Testamento. Come il Codex Sinaiticus e il Codex Vaticanus, è uno dei più antichi e più completi manoscritti biblici. Trae il suo nome dalla città di Alessandria d'Egitto, dove rimase per lungo tempo prima di essere trasferito a Londra nel XVII secolo.

## Contenuto
Il Codice Alessandrino è composto attualmente da 773 fogli di pergamena, 630 AT e 143 NT. Originariamente i fogli dovevano essere 822. Le pagine misurano 32x26 cm.
Il testo del codice è scritto su due colonne in carattere onciale (maiuscolo), con 46-52 linee per colonna e 20-25 lettere per linea. Le linee iniziali di ogni libro sono scritte con inchiostro rosso, e le varie sezioni all'interno dei libri sono indicate da una lettera più grande all'interno del margine. Le varie parole sono scritte senza spazi intermedi (scriptio continua), senza accenti e con solo pochi spiriti, probabilmente aggiunti in un secondo tempo.
Contiene il testo dell'Antico Testamento nella traduzione greca della Settanta, inclusi i libri deuterocanonici terzo-quarto Maccabei, il Salmo 151 le Odi. Prima del libro dei Salmi è presente la Lettera a Marcellino, attribuita a sant'Atanasio, e il sommario dei Salmi di Eusebio di Cesarea.
Il codice contiene inoltre tutti i libri del Nuovo Testamento, nell'ordine: Vangeli, Atti, Epistole Cattoliche, Epistole Paoline (con la lettera agli Ebrei posta prima delle lettere pastorali) e Apocalisse.
Oltre ai libri del Nuovo Testamento, sono presenti la Prima lettera di Clemente (mancante 57,7-63) e la Seconda lettera di Clemente (fino 15,5a), testi cristiani non entrati a far parte del canone biblico.
Vari passaggi risultano mancanti per l'usura e il danneggiamento del manoscritto:
- Mancanti: 1 Samuele 12,18-14,9 (1 foglio); Salmi 49,19-79,10 (9 fogli); Matteo 1,1-25,6 (26 fogli, quasi tutto il vangelo); Giovanni 6,50-8,52 (2 fogli); 2 Corinti 4,13-12,6 (3 fogli).
- Danneggiati: Genesi 14,14-17; 15,1-5; 15,16-19; 16,6-9 (margine inferiore di un foglio strappato); Gen 1,20-25; 1,29-2,3; Levitico 8,6;7;16; Siracide 50,21f; 51,5.

## Provenienza
La provenienza del manoscritto è ignota. In una nota del XIII-XIV secolo in arabo sul primo foglio si legge l'avvertimento: "Legato alla cella del Patriarca nella fortezza di Alessandria. Chi lo rimuove può essere scomunicato a vita. Scritto da Atanasio l'Umile".
Il codice fu portato nel 1621 a Costantinopoli da Cirillo Lucaris (patriarca di Alessandria divenuto patriarca di Costantinopoli), che ne fece poi dono al re Carlo I d'Inghilterra nel 1627. Da allora è conservato a Londra e attualmente si trova presso il British Museum.

## Caratteristiche del testo
La parentela del manoscritto con le altre famiglie di testimoni è stata molto discussa. I Vangeli risentono dell'influsso della tradizione manoscritta bizantina, con inclusioni però di tipo alessandrino. Per il quarto vangelo, Giovanni, manca anche nell'originale la pericope della donna adultera al cap. 8. Il resto nel Nuovo Testamento è di tipo alessandrino. Nelle epistole paoline c'è somiglianza stretta col Codex Sinaiticus. Atti si avvicina al papiro P74, mentre Apocalisse a P47.

## Critica testuale
Il manoscritto manca della Pericope dell'adultera (Vangelo secondo Giovanni 8,1-11). Manca anche dei versetti relativi all'agonia di Gesù al Getsemani (Vangelo secondo Luca 22:43-44).